# Kraenzlinella lappago
Kraenzlinella lappago är en orkidéart som först beskrevs av Carlyle August Luer, och fick sitt nu gällande namn av Carlyle August Luer. Kraenzlinella lappago ingår i släktet Kraenzlinella och familjen orkidéer. Inga underarter finns listade i Catalogue of Life.